# Тохорюкта
Тохорюкта (рос. Тохорюкта) — улус Хоринського району, Бурятії Росії. Входить до складу Сільського поселення Ойбонтовське.
Населення — 237 осіб (2015 рік).